# アルコール性ケトアシドーシス
アルコール性ケトアシドーシス（英: Alcoholic ketoacidosis、AKA）は、アルコール摂取によりおこる特定の症候群と代謝状態のことである。よく見られる症状には、腹痛、嘔吐、興奮、速い呼吸速度、特定の「フルーティーな」匂いなどがあげられる。通常、意識は正常である。悪化により突然死する場合がある。
アルコール性ケトアシドーシスが最も一般的にみられるのは、長期のアルコール中毒の人であるが、過飲する人の発症は一般的には少ない。一般的に、数日間の食事能力の低下後に発症する。診断は一般的に症状に基づいておこなわれる。ほとんどの場合、血糖値は正常、または、わずかな上昇しかみられない。同様の状態が現れる可能性のある他の原因には、糖尿病性ケトアシドーシスを含む高アニオンギャップ代謝性アシドーシスがあげられる。
治療は、通常、静脈内生理食塩水と静脈内糖溶液による。チアミンとアルコール離脱を防ぐ対策も推奨される。低血中カリウムの治療が必要な場合もある。罹患者は20歳から60歳の間に最も頻繁にみられる。この状態は1940年に最初に認知され、1971年にアルコール性ケトアシドーシスと呼ばれるようになった。